# Mikroregion Řečicko - DSO Řečicka
Mikroregion Řečicko - DSO Řečicka je dobrovolný svazek obcí v okresu Jindřichův Hradec, jeho sídlem je Kardašova Řečice a jeho cílem je regionální rozvoj. Sdružuje celkem 6 obcí a byl založen v roce 2001.

## Obce sdružené v mikroregionu
- Kardašova Řečice
- Pluhův Žďár
- Pleše
- Višňová
- Záhoří
- Doňov